# Dayton-Wright XPS-1
O Dayton-Wright XPS-1 foi um desenvolvimento direto do Dayton-Wright Racer de 1920, era uma aeronave designada para interceptação.

## Design e desenvolvimento
O modelo foi apresentado em resposta a uma especificação do Serviço Aéreo do Exército dos Estados Unidos para um interceptador, a Dayton-Wright desenvolveu uma aeronave com a designação do Exército de PS-1. Utilizou muitos avanços concebidos do modelo anterior o Dayton-Wright RB-1 Racer. A construção consistia em uma fuselagem semi-monocoque em madeira com asas em formato cantiléver, diferenciava-se do seu predecessor por ter as asas monoplano, possuía também como no RB-1 o trem de pouso retrátil que era operado manualmente por meio de correntes, e podia ser elevada em 10 segundos e abaixada em 6 segundos.

## Operadores
- Estados Unidos
  - Serviço Aéreo do Exército dos Estados Unidos